# Luxation de l'épaule
 Mise en garde médicale
La luxation de l'épaule est la perte totale de contact entre les surfaces articulaires de l'articulation de l'épaule, se produisant au cours d'un traumatisme. On la dénomme luxation scapulo-humérale ou gléno-humérale car elle concerne l'articulation gléno-humérale, entre la tête de l'humérus et la glène de l'omoplate.

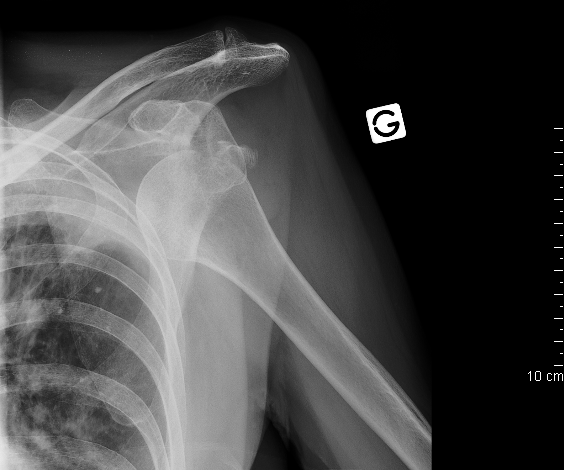
Radiographie montrant une luxation antérieure sous-coracoïdienne de l'épaule gauche.

## Types
Suivant la position de la tête humérale, on parle :
- d'une luxation antérieure, de loin la plus fréquente,
- d'une luxation inférieure,
- d'une luxation postérieure

Les luxations répétées ou itératives ne guériront plus et nécessiteront une stabilisation chirurgicale pour éviter les récidives.

### Luxation antérieure
En Europe du Nord on estime qu'il y a entre 0,17 et 0,24 luxation antérieur sur 1 000 personnes par an. Aux États-Unis, au Minnesota il a été estimé 0,08 luxation pour 1 000 personnes.
L'inspection de l'épaule retrouve notamment une attitude vicieuse du bras en abduction et rotation externe, le signe de l'épaulette (l'acromion fait saillie), un déplacement interne de la tête, ainsi qu'un effacement du sillon delto-pectoral. La vacuité de la glène est palpable. On retrouve lors de la mobilisation du bras le signe de Berger : l'abduction est irréductible.

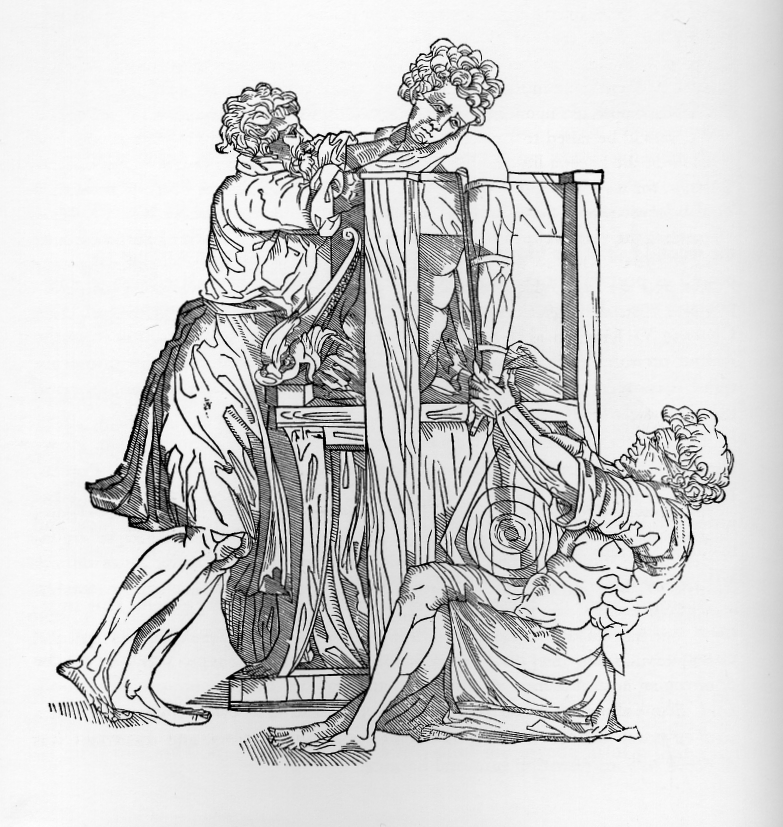
Une gravure sur bois représentant la réduction d’une épaule luxée avec un dispositif hippocratique. Début XVIe siècle.

Quand il n'y a pas d'arrachement osseux, la réduction doit être rapidement réalisée, pas tant pour l'avenir de l'articulation mais plutôt pour la moindre difficulté de réalisation. En effet de nombreuses techniques ont été décrites, la plus connue est celle d'Hippocrate, consistant à tirer sur le bras dans l'axe en plaçant le pied de l'opérateur dans l'aisselle du patient. Actuellement, cette technique se heurte à de nombreux échecs car source de douleurs importantes, or la réussite d'une réduction dépend directement du relâchement musculaire du patient. Ceci explique la variabilité individuelle, certaines luxations de l'épaule se résolvant sans aucune anesthésie, ni sédation, simplement avec une analgésie légère, et d'autre se terminant au bloc opératoire sous anesthésie générale après plusieurs tentatives infructueuses (en particulier chez un sujet jeune et musclé pour lequel le relâchement musculaire n'a pas pu être obtenu). De toute façon, la réduction est un geste médico-chirurgical, les risques sont la blessure du nerf axillaire qui détermine la sensibilité du galbe de l'épaule, il peut être abimé au moment du traumatisme comme lors du traitement et sa blessure doit être recherchée et consignée sur le dossier médical. Les autres blessures sont plus rares, signalons juste le risque de fracture de la tête humérale sur le bord de l'omoplate chez un patient âgé à os fragile.

### Luxation postérieure
Elle est souvent partielle, la tête humérale étant sur le bord postérieur de la glène, permettant des mouvements limités. les deux tiers sont d'origine traumatique, le restant étant une conséquence de convulsions.
le diagnostic est radiologique, sur des radiographies de l'épaule faites sur deux incidences orthogonales. Il peut être également fait une échographie, mais cet examen ne permet pas de détecter les lésions associées (fracture).
Une réparation chirurgicale est souvent nécessaire, la seule réduction exposant à un risque d'instabilité de l'épaule, d'autant qu'il existe fréquemment des lésions associées, fracture ou déchirement tendineux. 

### Luxation inférieure[7]
Considéré comme rare, elle représente moins de 1% des luxations antérieure. 

#### Clinique
On peut retrouver une fracture du processus coracoïde, un déplacement médial de la tête de l'humérus, une fracture de l'humérus, et des signes d'atteinte des tissus mous (douleurs nerveuse, douleurs vasculaires, difficultés ou impossibilité de réduire, dysfonction de la coiffe des rotateurs après réduction) 
On peut classer cette fracture en 3 types : 
- Type 1 : Tête humérale solidaire avec la coiffe
- Type 2 : Tête humérale en dehors de la coiffe
- Type 3 : Tête humérale en dehors des tissus mous ou fracture avec valgisation du col de l'humérus

#### Mécanisme lésionnel
La luxation est possible lors que le patient essaye d'amortir une chute avec les bras levés et les tissus mous étirés. Dans cette position la tête humérale est poussé vers le bas par la coiffe, une force exercé vers le bas peut finir par luxer l'articulation.